# Śaligrama

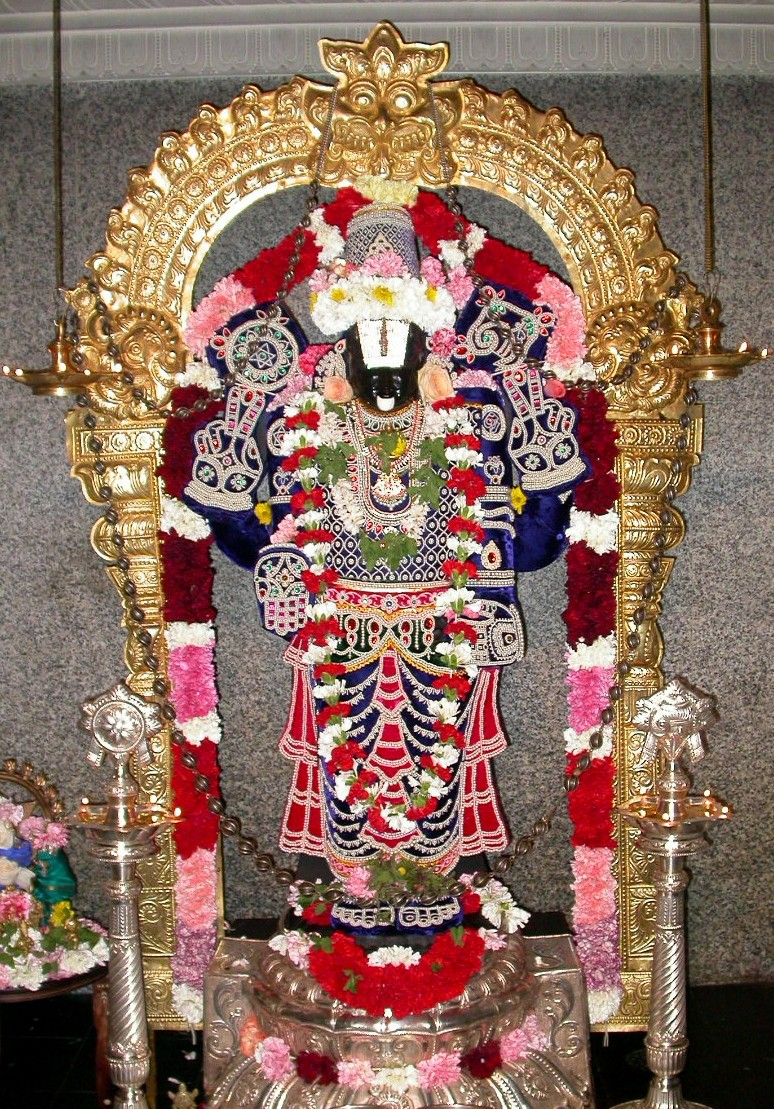
Baladźi z girlandą zrobioną ze 108 kamieni Saligrama Sila

Śaligrama (dewanagari शालीग्राम), także śalāgrama, śalagrama śila – okrągłe czarne kamienie, amonity znajdowane w rzece Kali Gandaki w Nepalu, służące jako murti w rytuałach hinduistycznych.
Symbolizują boga Wisznu. Najbardziej cenione są kamienie posiadające znaki przypominające któryś z atrybutów Wisznu: maczugę, lotos, dysk, muszlę itp. Podczas pudży na cześć bogini Lakszmi wykorzystuje się cały zestaw symbolicznych przedmiotów: kamień śaligrama śila, muszlę śankha i gałązkę świętej rośliny tulsi.